# Усть-Алеус
Усть-Алеус (рос. Усть-Алеус) — село у Ординському районі Новосибірської області Російської Федерації.
Входить до складу муніципального утворення Спирінська сільрада. Населення становить 137 осіб (2010).

## Історія
Згідно із законом від 2 червня 2004 року органом місцевого самоврядування є Спирінська сільрада.

## Населення
| 2002 | 2007 | 2010 |
| ---- | ---- | ---- |
| 166  | ↗168 | ↘137 |